# Bonn (distretto)
Bonn è uno dei distretti urbani (Stadtbezirk) della città tedesca di Bonn.

## Amministrazione

### Suddivisione amministrativa
Il distretto di Bonn è diviso in 20 quartieri (Ortsteil):
- Auerberg
- Bonn-Castell
- Bonn-Zentrum
- Buschdorf
- Dottendorf
- Dransdorf
- Endenich
- Graurheindorf
- Gronau
- Ippendorf
- Kessenich
- Lessenich/Meßdorf
- Nordstadt
- Poppelsdorf
- Röttgen
- Südstadt
- Tannenbusch
- Ückesdorf
- Venusberg
- Weststadt